# Квітчанська сільська рада
Квітчанська сільська́ ра́да — адміністративно-територіальна одиниця та орган місцевого самоврядування в Корсунь-Шевченківському районі Черкаської області. Адміністративний центр — село Квітки.

## Загальні відомості
- Населення ради: 1 332 особи (станом на 2001 рік)

## Населені пункти
Сільській раді підпорядковані населені пункти:
- с. Квітки

## Склад ради
Рада складається з 17 депутатів та голови.
- Голова ради: Шпунтенко Віктор Миколайович
- Секретар ради: Семиволос Таміла Василівна

### Керівний склад попередніх скликань
| Прізвище, ім'я, по батькові  | Основні відомості                                                         | Дата обрання | Дата звільнення |
| ---------------------------- | ------------------------------------------------------------------------- | ------------ | --------------- |
| Шпунтенко Віктор Миколайович | Сільський голова, 1958 року народження, освіта вища, безпартійний         | 26.03.2006   | 31.10.2010      |
| Шпунтенко Віктор Миколайович | Сільський голова, 1958 року народження, освіта вища, член Партії регіонів | 31.10.2010   |                 |

Примітка: таблиця складена за даними сайту Верховної Ради України

### Депутати
За результатами місцевих виборів 2010 року депутатами ради стали:

#### За суб'єктами висування
| Суб'єкт висування            | Кількість обраних депутатів | %    |
| ---------------------------- | --------------------------- | ---- |
| Самовисування                | 10                          | 58,8 |
| Партія регіонів              | 5                           | 29,4 |
| Народна партія               | 1                           | 5,9  |
| Соціалістична партія України | 1                           | 5,9  |

#### За округами
| № округу                     | Прізвище, ім'я, по батькові       | Дата визнання обраним | Освіта  | Партійна приналежність | Відомості про обраного депутата                 |
| ---------------------------- | --------------------------------- | --------------------- | ------- | ---------------------- | ----------------------------------------------- |
| Народна Партія               |                                   |                       |         |                        |                                                 |
| 17                           | Шпунтенко Станіслав Вікторович    | 01.11.2010            | вища    | позапартійний          | Квітчанськийсільський будиноккультури, директор |
| Партія регіонів              |                                   |                       |         |                        |                                                 |
| 1                            | Ціон Любов Василівна              | 01.11.2010            | вища    | член Партії регіонів   | пенсіонер                                       |
| 3                            | Бодненко Олена Іванівна           | 01.11.2010            | вища    | член Партії регіонів   | Квітчанська сільська рада, бухгалтер            |
| 7                            | Семиволос Таміла Василівна        | 01.11.2010            | вища    | член Партії регіонів   | Квітчанська сільська рада, секретар             |
| 14                           | Бурковська Марія Олексіївна       | 01.11.2010            | вища    | член Партії регіонів   | пенсіонер                                       |
| 15                           | Прядка Таїсія Миколаївна          | 01.11.2010            | вища    | член Партії регіонів   | пенсіонер                                       |
| Соціалістична партія України |                                   |                       |         |                        |                                                 |
| 6                            | Шевченко Тарас Іванович           | 01.11.2010            | середня | позапартійний          | приватний підприємець                           |
| Самовисування                |                                   |                       |         |                        |                                                 |
| 2                            | Ціон Наталія Володимирівна        | 01.11.2010            | вища    | позапартійна           | Квітчанська сільська рада, землевпорядник       |
| 4                            | Прудченко Володимир Олександрович | 01.11.2010            | середня | позапартійний          | пенсіонер                                       |
| 5                            | Сокирко Світлана Михайлівна       | 01.11.2010            | вища    | позапартійна           | Магазин с. Квітки, продавець                    |
| 8                            | Семиволос Анатолій Петрович       | 01.11.2010            | вища    | позапартійний          | тимчасово не працює                             |
| 9                            | Микитенко Руслан Владиславович    | 01.11.2010            | вища    | позапартійний          | тимчасово не працює                             |
| 10                           | Прищепний Ігор Андрійович         | 01.11.2010            | вища    | позапартійний          | СТОВ «Агрофірма» АгроРось", агроном             |
| 11                           | Масло Наталія Валеріївна          | 01.11.2010            | вища    | позапартійна           | Квітчанська амбулаторія, медична сестра         |
| 12                           | Євич Андрій Петрович              | 01.11.2010            | вища    | позапартійний          | СТОВ «Агрофірма» АгроРось", тракторист          |
| 13                           | Романенко Олена Анатоліївна       | 01.11.2010            | вища    | позапартійна           | Квітчанська сільська бібліотека, завідувачка    |
| 16                           | Сахно Людмила Дем'янівна          | 01.11.2010            | вища    | позапартійна           | пенсіонер                                       |